# 大衛·吉列斯比

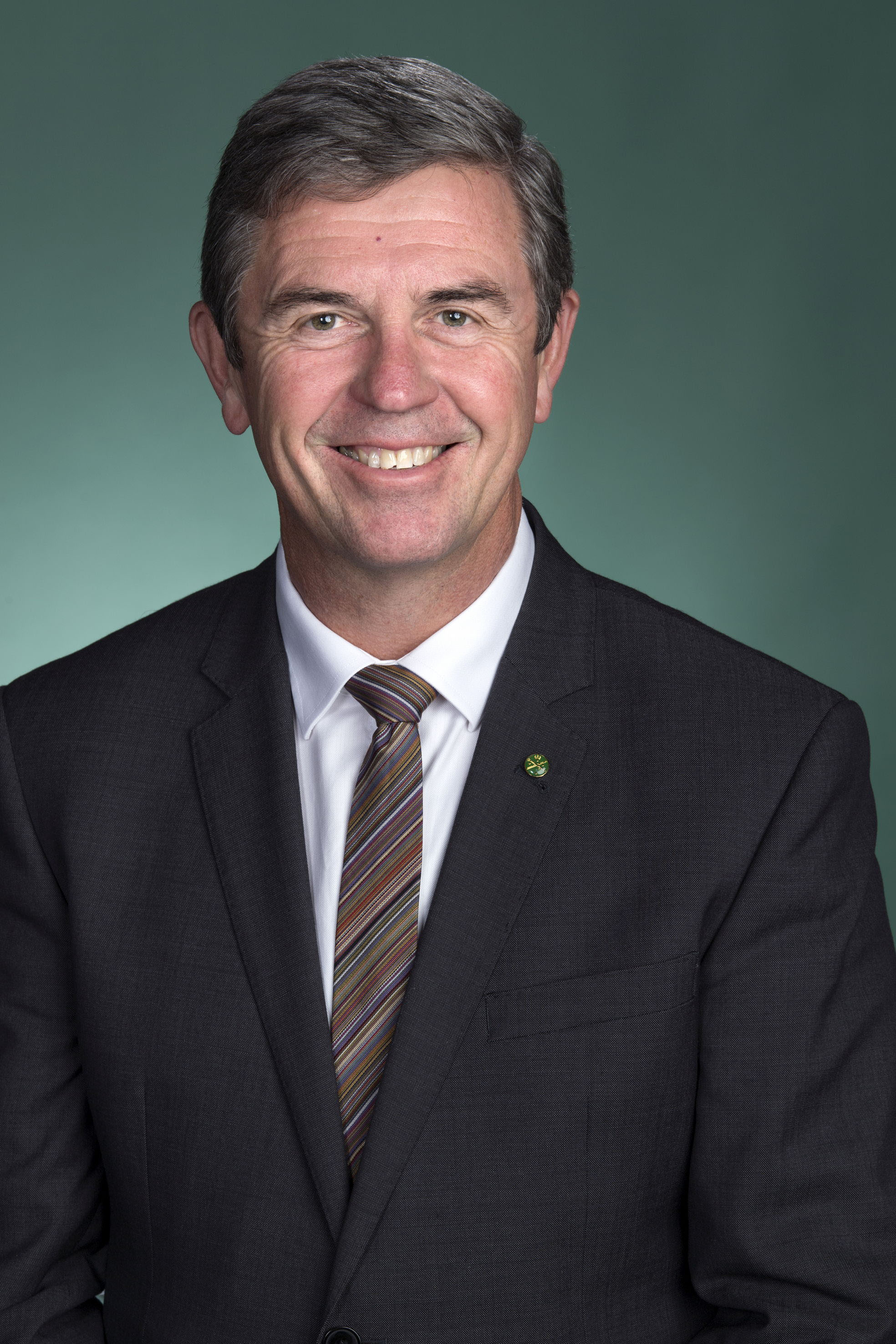
大卫·吉莱斯皮

大衛·吉列斯比（David Gillespie，1957年12月20日—）是一位澳洲政治人物，他的黨籍是澳洲國家黨。自2013年開始，他是萊恩選區選出的澳大利亞眾議院的議員。他出生在堪培拉，已經結婚並有三個孩子。